# Kielisenjärvi, Norrbotten
Kielisenjärvi är en sjö i Pajala kommun i Norrbotten och ingår i Kalixälvens huvudavrinningsområde. Sjön har en area på 0,0786 kvadratkilometer och ligger 174,9 meter över havet.

## Delavrinningsområde
Kielisenjärvi ingår i det delavrinningsområde (746296-180482) som SMHI kallar för Ovan 746103-180219. Medelhöjden är 191 meter över havet och ytan är 33,27 kvadratkilometer. Räknas de 2 avrinningsområdena uppströms in blir den ackumulerade arean 134,98 kvadratkilometer. Äihämäjoki som avvattnar avrinningsområdet har biflödesordning 2, vilket innebär att vattnet flödar genom totalt 2 vattendrag innan det når havet efter 167 kilometer. Avrinningsområdet består mestadels av skog (43 procent) och sankmarker (53 procent). Avrinningsområdet har 0,52 kvadratkilometer vattenytor vilket ger det en sjöprocent på 1,6 procent.